# Edel von Rothe
Edel von Rothe (Berlín, 27 de abril de 1925–19 de noviembre de 2008) fue una bailarina alemana with the Deutsche Oper am Rhein in Düsseldorf, where she became prima ballerina and ultimately ballet mistress.

## Biografía
Von Rothe estudió ballet desde los ocho años bajo la dirección de Tatjana Gsovsky. En 1950, se convirtió en miembro de la Abraxas Ballet Company en Hamburgo donde conoció a Yvonne Georgi. Había protagonizado el estreno de Otto Krüger de Agon de Stravinsky en 1958 y permaneció allí durante décadas. 
Cuando Georgi se convirtió en director del ballet de la Düsseldorf Opera (posteriormente conocido como Deutsche Oper am Rhein), von Rothe se convirtió en la prima ballerina.
Von Rothe continuó bailando en Düsseldorf hasta su retiro en 1990, aunque volvió fugazmente para hacer el papel de madre en el El cascanueces de Heinz Spoerli. En 1986, tras la jubilación de Erich Walter, con quien había bailado frecuentemente, se convirtió en profesora de ballet de la compañía. Después de su retiro, mantuvo una relación intensa con el Deutsche Oper am Rhein hasta su muerte en 2008.